# Коркмаз, Инесса Евгеньевна
Ине́сса Евге́ньевна Коркма́з (до 1998 — Емелья́нова, в 1998—2002 — Саргся́н) (17 января 1972, Саратов) — советская, российская и азербайджанская волейболистка, член сборных СССР и России (1991—2001). Серебряный призёр Олимпийских игр 2000, двукратная чемпионка Европы, 3-кратная чемпионка России. Центральная блокирующая. Заслуженный мастер спорта России.

## Биография
Инесса Емельянова начала заниматься волейболом в Саратове в 1985 году. Первый тренер — В. Н. Иванов. В 1988 была принята в свердловский волейбольный интернат, созданный при ВК «Уралочка», и на протяжении двух сезонов выступала за «Малахит» (дублирующая команда «Уралочки»). В дальнейшем играла за команды:
- 1990—1994 —  «Уралочка»-2/«Юнезис»/«Уралтрансбанк» (Екатеринбург);
- 1992—1994 —  «Кралово Поле» (Брно);
- 1994—1995 —  «Мурсия»;
- 1995—1996 —  «Галатасарай» (Стамбул);
- 1996—1999 —  «Уралочка» (Екатеринбург);
- 1999—2000 —  «Уралтрансбанк» (Екатеринбург);
- 2000—2001 —  «Йешилъюрт» (Стамбул);
- 2001—2004 —  «Азеррейл» (Баку);
- 2004—2005 —  «Эмляктоки» (Анкара);
- 2005—2006 —  Балаковская АЭС (Балаково);
- 2006—2007 —  «Ребекки-Карипарма» (Пьяченца);
- 2007—2008 —  «Эджзаджибаши» (Стамбул).

В составе женских сборных СССР и России выступала в 1991—2001 годах (с перерывами). В их составе неоднократно становилась победителем и призёром крупнейших международных соревнований, в том числе серебряным призёром Олимпийских игр 2000, бронзовым призёром чемпионата мира 1994, двукратным призёром розыгрышей Кубка мира, двукратной чемпионкой Европы.
В 2004—2009 Инесса Коркмаз выступала за женскую волейбольную сборную Азербайджана. В её составе принимала участие в чемпионате мира 2006, Гран-При 2006, чемпионатах Европы 2005 (4 место) и 2007, олимпийских квалификационных турнирах 2004 и 2008.
Завершив карьеру волейболистки стала спортивным менеджером. Является представителем российского агентства «Юниверсум-Тим» в Турции и Азербайджане.
В январе 2022 года стала главным тренером молодёжной команды «Динамо-Ак Барса», с которой выиграла молодёжную лигу-2021/22.
Муж — волейбольный тренер Неджет Коркмаз. Дочери — Анна и Дарья.

## Достижения

### С клубами
- бронзовый призёр чемпионата СССР 1991;
- 3-кратная чемпионка России — 1997—1999;
  - серебряный призёр чемпионата России 1993;
  - бронзовый призёр чемпионата России 1994.
- серебряный (1994) и бронзовый (1993) призёр чемпионатов Чехии.
- чемпионка Испании 1995.
- чемпионка Турции 2008.
- победитель розыгрыша Кубка европейских чемпионов 1995;
  - 3-кратный серебряный призёр Кубка европейских чемпионов — 1991, 1995 (в составе «Мурсии»), 1997;
  - бронзовый призёр Кубка европейских чемпионов 1992.
- бронзовый призёр Кубка ЕКВ 1993.
- обладатель Кубка топ-команд ЕКВ 2002 (в составе «Азеррейла»).

### Со сборными
- серебряный призёр Олимпийских игр 2000.
- бронзовый призёр чемпионата мира 1994.
- серебряный призёр Кубка мира 1999;
  - бронзовый призёр Кубка мира 1991.
- бронзовый призёр Всемирного Кубка чемпионов 1993.
- 4-кратный призёр Гран-При.
- двукратная чемпионка Европы — 1991, 2001;
  - бронзовый призёр чемпионата Европы 1995.
- победитель Игр Доброй воли 1994.
- чемпионка мира среди молодёжных команд 1991;
- чемпионка мира среди девушек 1989;
- чемпионка Европы среди девушек 1990.

## Награды и звания
- Заслуженный мастер спорта России (2000).
- Медаль ордена «За заслуги перед Отечеством» II степени (2001)